# Anthony Floch
Anthony Floch (IPA: /flɔʃ/; Clermont-Ferrand, 12 febbraio 1983) è un ex rugbista a 15 francese, a lungo estremo del Clermont, con cui vinse un titolo nazionale nel 2010 e una Challenge Cup nel 2007.

## Biografia
Nativo di Clermont-Ferrand ma cresciuto nella vicina Châteaugay, in cui compì gli studi e mosse i primi passi rugbistici, nel 2002 entrò nel Montferrand, nome con cui era noto all'epoca il Clermont.
Il suo primo risultato di rilievo fu la conquista, nel 2004, della finale di Challenge Cup, raggiunta grazie a 23 punti nelle due gare di semifinale; in finale, nonostante il suo personale di 14 punti, il Montferrand perse ugualmente contro l'Harlequins; tre anni dopo fece parte della squadra che conquistò il suo primo titolo europeo battendo in finale Bath.
Il 2008 fu l'anno della sua breve esperienza in nazionale: dopo il debutto come riserva contro l'Inghilterra nel Sei Nazioni, scese in campo contro l'Italia alla quale segnò la sua unica meta in maglia francese; nel turno successivo, a Cardiff contro il Galles, disputò la sua terza e ultima gara internazionale.
Nel 2010 fu tra gli artefici della prima vittoria di sempre di Clermont nel campionato francese, e nel 2013, dopo una finale persa in Heineken Cup, lasciò la squadra dell'Alvernia dopo 11 stagioni: ormai fuori dai progetto tecnico dell'allenatore Vern Cotter, Floch fu lasciato libero di accordarsi con il Montpellier per la stagione 2013-14.
Nella sua nuova squadra non trovò molto utilizzo per via di alcuni infortuni e logorio fisico, comunque riuscì, prima del ritiro annunciato in corso di stagione 2015-16, a conquistare la sua seconda Challenge Cup, prima assoluta per il Montpellier.

## Palmarès
- Campionati francesi: 1
Clermont: 2009–10
- Challenge Cup: 2
Clermont: 2006–07
Montpellier: 2015-16